# جون كروجر
جون كروجر (بالإنجليزية: John Krueger)‏ هو أستاذ جامعي أمريكي، ولد في 14 مارس 1927، وتوفي في 7 فبراير 2018.